# Кубок Роке Саэнса Пеньи
не надо путать этот турнир с Кубком Президента Роке Саэнса Пеньи, проведённом в 1913 году.
Кубок Роке Саэнса Пеньи (исп. Copa Roque Sáenz Peña) — международный футбольный турнир, единственный розыгрыш которого прошёл в 1941 году. Участниками турнира были сборные Аргентины и Перу. Соревнование состояло из двух матчей, однако в обоих была зафиксирована ничья. Была проведена третья игра, победу в которой одержала Аргентина.

## История
Идея организации международного турнира в Перу возникла ещё в 1939 году, во время проведения чемпионата Южной Америки. Этот турнир вызвал большой интерес публики, что принесло высокие доходы организаторам. В 1940 году в Перуанскую футбольную федерацию поступило предложение от коллег из Аргентины о проведении регулярного международного соревнования между сборными этих стран. Выбор соперников тоже не был случайным: Перу выиграла золотые медали чемпионата Южной Америки в 1939 году, а аргентинцы — двумя годами ранее, то есть соперничали два последних чемпиона континента. Названо соревнование было дано в честь Роке Саэнса Пеньи, который имел отношение к обоим странам: он являлся 17-м президентом Аргентины, а также участвовал в составе вооружённых сил Перу во второй тихоокеанской войне. Первоначально оговаривалось организация Кубка в конце февраля и начале марта 1942 года, однако позже его перенесли на год вперёд.
Первый матч состоялся 19 января. Аргентина выставила сильнейший состав, среди которых особенно выделялся Хосе Мануэль Морено. И именно он организовал атаку, которая привела к голу, забитому Альберто Беленом. Перуанцы ответили в конце матча: Сесар Сокаррас вывел мяч со своей половины поля и отдал передачу Теодоро Фернандесу. Тот ударил по воротам, вратарь аргентинцев Хуан Эстрада отбил мяч, но на добивании первым успел Марсиаль Уртадо, который принёс перуанцам ничью. Эта игра стала первой в истории, в которой сборная Перу не проиграла Аргентине. Второй матч также завершился вничью. На гол Белена, который воспользовался ошибкой защитника Киспе, ответил Адельфо Магальянес, забивший головой после навеса Леопольдо Киньонеса. Третий матч состоялся 29 января. Аргентина забила гол на 55-й минуте встречи после удара Морено, а затем «солировал» Марвесси. Сначала он отдал голевой пас Састре, а позже забил и сам, доведя счёт до «крупного».
Таким образом, победителем первого соревнования стала Аргентина. Она же одержала победу и на проведённом в том же году чемпионате Южной Америки. Там она выиграла четыре из четырёх матчей, включая матч с Перу, в котором победила со счётом 2:1, благодаря «дублю» Морено. Сам же Кубок Роке Саэнса Пеньи более не проводился, несмотря на договорённость о регулярном статусе первенства.

## Розыгрыш
19 января 1941
| Перу       | 1:1 | Аргентина | Лима Судья: Лисардо Лопес Торрес (Перу) |
| Уртадо 87' |     | 52' Белен | Лима Судья: Лисардо Лопес Торрес (Перу) |

26 января 1941
| Перу           | 1:1 | Аргентина | Лима Судья: Энрике Куэнка (Перу) |
| Магальянес 42' |     | 11' Белен | Лима Судья: Энрике Куэнка (Перу) |

29 января 1941
| Перу | 0:3 | Аргентина    | Лима Судья: Энрике Куэнка (Перу) |
|      |     | 55' Морено   | Лима Судья: Энрике Куэнка (Перу) |
|      |     | 74' Састре   |                                  |
|      |     | 89' Марвесси |                                  |